# Арсеньев, Кирилл Юрьевич
Кирилл Юрьевич Арсеньев — русский военачальник XVII века, градостроитель, архитектор и горных дел мастер из дворянского рода Арсеньевых. Один из основателей Сум.

## Биография
Младший из трёх сыновей Ю. Ф. Арсеньева (?—1635), брат воевод Ф. Ю. Арсеньева и А. Ю. Арсеньева.
Первое известное упоминание о Кирилле Арсеньеве относится к 1622 году, когда он был отмечен в качестве патриаршего стольника. В 1629 году был послан вместе с Василием Стрешневым в Соль Камскую на поиски золотых и медных руд. Участвовал в построении в верховьях Камы первого в России казённого медеплавильного завода — Григоровского, а затем Пыскорского.
В 1633 году стряпчий. В 1636—1640 годах в Туле. В 1640—1656 годах дворянин московский. Выполнял некоторые дипломатические миссии. В 1640-х воевода в Серпухове и Карпове. В 1649—1651 годах строил новую крепость в Хотмыжске. В 1652 году воевода в Усерде и Яблонове, в которых организовывал оборону против крымских набегов.
В 1656 году был послан с 52 служилыми людьми для строительства крепости на Сумино городище, где обосновались переселенцы с Правобережной Украины во главе с атаманом Герасимом Кондратьевым. До 1658 года Арсеньевым была построена Сумская крепость, ставшая одной из самых мощных на Слобожанщине. По проектам Арсеньева были также построены соборная Спасо-Преображенская церковь с тремя приделами и Николаевская церковь.
После Сум был послан на воеводство в Кадом. С 1662 по 1666 год небезуспешно занимался поиском серебра в Кадомском уезде недалеко от Тулы.
Потомства Кирилл Юрьевич Арсеньев не оставил.